# Ignacio Burgoa Orihuela
Pour les articles homonymes, voir Burgoa et Orihuela.
Ignacio Burgoa Orihuela (13 mars 1918 - 6 novembre 2005) fut un avocat, professeur et écrivain mexicain.